# Almuth Schult
Almuth Schult (Dannenberg, 9 februari 1991) is een Duitse voetbalster die als keepster speelt. Schult was jarenlang de vaste keepster van VfL Wolfsburg, waarmee ze veel successen behaalde, en in 2022 verhuisde ze naar Angel City FC. Daarnaast is ze ook keepster bij het Duits nationale elftal. Met het Duits elftal won ze een gouden medaille op het Olympisch voetbaltoernooi in 2016 en won ze het EK in 2013.
In 2014 werd ze samen met Hope Solo uitgeroepen tot 'Wereldkeeper van het Jaar' door de IFFHS.

## Clubcarrière
Almuth Schult begon op vijfjarige leeftijd met voetballen bij de lokale club FC SG Gartow. In 2007 maakt ze op 16-jarige leeftijd de overstap naar Hamburger SV, maar slechts een jaar later keert ze om persoonlijke redenen naar Stendal en gaat spelen voor het regionale team van Magdeburger FFC. Schult wist zich hier een vaste plek te veroveren en promoveerde in 2009 met de club naar de 2. Bundesliga Nord. Nadat ze haar middelbare school had afgerond in 2010 verdiende ze een contract bij de club, en was daarmee de enige vrouwelijke speelster met een profcontract in Saksen-Anhalt.
In de zomer van 2011 verhuisde ze naar SC 07 Bad Neuenahr, die uitkomen in de Frauen-Bundesliga. Vanwege het faillissement van de club werd haar contract, dat doorliep tot 2014, in april 2013 ontbonden. Daaropvolgend maakte ze in mei 2013 de overstap naar het vrouwenteam van VfL Wolfsburg. 
Bij Wolfsburg groeide Schult uit tot een van Duitslands beste keepster. In de Frauen-Bundesliga (dat bestaat sinds 1997-98) is ze recordhoudster van de meeste gespeelde minuten zonder tegendoelpunt. Tussen 4 oktober 2014 en 15 maart 2015 speelde ze 1.051 minuten in de Bundesliga zonder tegendoelpunt. Met Schult op doel werd Wolfsburg het te kloppen team in Duitsland en Europa. Tussen 2014 en 2022 won ze 6 maal het landskampioenschap, en vijf keer (2017, 2018, 2019, 2020 en 2022) lukte het zelfs om de dubbel te winnen door ook de Duitse beker te veroveren. Daarnaast won ze met de club ook de Champions League in 2014, door in de finale te winnen van Tyresö FF.
Na vele succesvolle jaren bij Wolfsburg besloot Schult in 2022 om een aanbod tot contractverlenging naast haar neer te leggen.Op 6 april 2022 kondigde ze aan dat ze in de zomer, na afloop van het EK 2022, naar Los Angeles in de Verenigde Staten zou verhuizen om bij Angel City FC te gaan spelen. Ze tekende een contract voor anderhalf jaar, maar kwam uiteindelijk slechts eenmaal in actie voor de club en haar contract werd in de zomer van 2023 ontbonden.

## Interlandcarrière
Reeds bij de jeugdelftallen van Duitsland behaalde Schult al successen, door met het O20-elftal wereldkampioen te worden in 2010 en met het O17-elftal een derde plaats op het WK in 2008 te behalen.
Almuth Schult maakte al deel uit van de selectie voor het WK voetbal voor vrouwen in 2011, maar speelde op dat toernooi geen wedstrijden. Op 15 februari 2012 speelde ze haar eerste interland in het nationale elftal tijdens een 5-0 overwinning op Turkije. Ze is de eerste DFB-doelvrouw die haar eerste optreden maakte in een competitiewedstrijd. Nadat ze voor het Duits elftal ook in de drie daaropvolgende wedstrijden (in de Algarve Cup) speelde en haar doel schoon hield, evenaarde ze het record van Nadine Angerer om de eerste keepster te zijn die geen doelpunt tegen kreeg in haar eerste vier interlands. Ze kreeg pas haar eerste tegendoelpunt in de 4-3 gewonnen finale van dat toernooi tegen wereldkampioen Japan.
In 2013 werd Schult opgenomen in de selectie van Duitsland voor het EK 2013, waar ze Europees kampioen werd met haar team, maar zelf niet in actie kwam tijdens het toernooi. Schult maakte ook deel uit van de selectie voor het WK 2015, maar ook hier speelde ze geen interlandwedstrijd.
In 2016 werd Schult verkozen voor het Duits elftal dat deel zou nemen aan het Olympisch voetbaltoernooi in Rio de Janeiro. Duitsland behaalde de finale waar met 2-1 werd gewonnen van Zweden in het Maracanã. Het was daarmee de eerste keer dat Duitsland een gouden medaille wist te behalen in het vrouwenvoetbal.
Vanaf het Olympisch toernooi was Schult de vaste basiskeepster in het Duits elftal, en ze speelde met het land op het EK 2017 en het WK 2019. Hoewel ze door bondscoach Martina Voss was genomineerd voor het EK 2022 in Engeland, kreeg Merle Frohms de voorkeur in het doel. Het Duitse team bereikte de finale, maar slaagde er niet in Engeland te verslaan en werd tweede op het EK. Schult speelde niet tijdens dit toernooi.
In totaal heeft Schult 66 interlands gespeeld voor het Duits elftal.

## Erelijst

### Club

#### VfL Wolfsburg
- Landskampioen Frauen-Bundesliga: 6x (2014, 2017, 2018, 2019, 2020, 2022)
- Winnares Duitse beker: 8x (2015, 2016, 2017, 2018, 2019, 2020, 2021, 2022)
- Winnares UEFA Women's Champions League: 1x (2014)

### Land
- Europees kampioen voetbal: 2013 (Winnaar), 2022 (Runner-up)
- Olympisch voetbaltoernooi: 2016
- Winnaar Algarve Cup: 2x (2012, 2014)
- Wereldkampioen voetbal O20: 2010

### Individueel
- IFFHS's 'Wereldkeeper van het Jaar': 2014 (samen met Hope Solo)